# حمد عيسى الرجيب
حمد عيسى جاسم الرجيب، من مواليد 1922 في مدينة الكويت ، وتوفي في 10 مايو 1998 ، وزير كويتي سابق وسفير كويتي سابق ، ويسمى برائد الحركة المسرحية في الكويت ورائد الرعاية الاجتماعية في الكويت ، تم تكريمه من قبل الكويت في إطار احتفال الكويت باليوبيل الذهبي للإعلام ، قام بإعطاء لقب غريد الشاطئ للمغني عيسى خورشيد.

## دراسته
درس في المدرسة المباركية، وفي عام 1945 كان ضمن البعثة المغادرة للدراسة في القاهرة حيث التقى هناك عبد العزيز حسين ، وقد ساهم في مجلة البعثة التي كان يرأسها عبد العزيز حسين مع زميله أحمد العدواني ، وقد كان يكتب عن المسرح وأثره في المجتمع ، وقد التحق بمعهد التمثيل في القاهرة، ودرس فنون المسرح على يد أشهر المدرسين مثل زكي طليمات ويوسف وهبي، وقد احتك في تلك الفترة مع عدد من الفرق المسرحية مثل فرقة الريحاني وفرقة علي الكسار، وكان يدرس دراستين، ففي الصباح كان يدرس التربية وعلم النفس ويدرس في الليل في المعهد العالي لفن التمثيل العربي، وقد انتهى من دراسته في مصر في عام 1949.

## عمله
أثناء دراسته في المدرسة المباركية طلب منه عبد الملك الصالح الذي كان يعمل سكرتير مجلس المعارف بأن يقوم بالتدريس في المدرسة الشرقية لتغطية العجز في المدرسين مع مواصلته للدراسة في المدرسة المباركية فوافق على ذلك. ، وعُيِّن مساعدًا لمشرف بيت الكويت في القاهرة عندما انتهى من دراسته في عام 1949، وعين بعدها مشرفًا للبيت عندما ابتعث عبد العزيز حسين إلى لندن، وعاد إلى الكويت في عام 1950.

## عودته للكويت
عندما عاد إلى الكويت بعد أن انتهى من دراسته في مصر ، عمل مدرسًا في المدرسة الأحمدية  ثم ناظرًا مدرسة الصباح ، وأسس نادي المعلمين في عام 1951 ، وقام بتأسيس دائرة الشؤون وأصبح أول مديرٍ لها، ونظرًا للحاجة الماسة لاستقدام العمالة الأجنبية بعد اكتشاف النفط، قام الرجيب باستقدام زكي طليمات لدراسة الوضع المسرحي في الكويت، وبعد أن قيَّمَ الوضع، تم إنشاء أربعة مسارح وهي المسرح العربي ومسرح الخليج والمسرح الشعبي والمسرح الكويتي، وأسس بعد ذلك مركز للدراسات المسرحية، أصبح فيما بعد معهد الفنون المسرحية، وأسس مركز الفنون المسرحية، وكان هذا المركز من أهم المراكز لاكتشاف المواهب الموسيقية، وسجلت إذاعة القاهرة له لحن أغنية "البوشية"، ثم أسس الرجيب مركزًا لحفظ التراث لجمع أغاني البحارة وقصائد الشعر النبطي، وذهب إلى البحرين لجمع التراث هناك، وكان الوفد برئاسة أحمد البشر الرومي ونائبه سيف مرزوق الشملان وأحمد باقر الذي كان مسؤولاً عن التسجيل، وكان هو يشرف على الترتيبات وإدارة الرحلة.

## حياته المهنية
وفي عام 1966 أختير ليكون سفيرًا للكويت، وكان رافضًا في البداية لهذا المنصب لأنه لا يجد نفسه فيه، ولكن لأنه قطع وعدًا للشيخ عبد الله السالم الصباح فوافق على هذا المنصب، وقد كان سفيرًا للكويت في مصر لمدة عشر سنوات، وفي المغرب، وكان مندوبًا دائمًا للكويت في جامعة الدول العربية، وبعدها أصبح سفيرًا للمغرب لمدة أربعة سنوات.
في 26 مايو 1980 تم اختياره ليكون وزيرًا للإسكان في الحكومة العاشرة للكويت التي شُكِلت من قبل رئيس مجلس الوزراء الشيخ سعد العبد الله السالم الصباح كبديل للوزير عبد الله إبراهيم المفرج ، وفي 4 مارس 1981 تم اختياره كوزير للإسكان ووزير للشؤون الاجتماعية والعمل في الحكومة الحادية عشر المُشكَّلة من قبل رئيس مجلس الوزراء آنذاك الشيخ سعد العبد الله السالم الصباح.

## إصداراته
- أصدر في مارس 1952 مجلة الرائد مع أحمد العدواني وفهد الدويري، واستمرت المجلة حتى يناير 1954.[8]

## مسرحياته
مسرحيات أخرجها
- أبو محجن الثقفي.
- تاجر البندقية.
- الميت الحي.
- من تراث الأبوة.
- صلاح الدين الأيوبي.
- قيس وليلى.

مسرحيات كتبها 
- من الجاني؟
- خروف نيام نيام.

## كتبه
- مسافر في شرايين الوطن، مذكراته، 1994.[9]

## أماكن سميت باسمه
- ثانوية حمد عيسى الرجيب منطقة كيفان.
- مسرح المعهد العالي للفنون المسرحية السالمية.

## وصلة خارجية
حمد عيسى الرجيب على قاعدة بيانات الأفلام العربية.